# دوپونت (کلرادو)
دوپونت (به انگلیسی: Dupont) یک منطقهٔ مسکونی در ایالات متحده آمریکا است که در شهرستان آدامز، کلرادو واقع شده‌است. دوپونت  ۱٬۵۶۸ متر بالاتر از سطح دریا واقع شده‌است.